# بیماری موندور
بیماری موندور (انگلیسی: Mondor's disease) وضعیتی نادر است که طی آن ترومبوفلبیت سیاهرگ‌های پستان و دیوارهٔ قدامی قفسهٔ سینه رخ می‌دهد. این عارضه گاهی در بازو و آلت تناسی مردان هم دیده می‌شود و اگر در ناحیهٔ زیر بغل باشد به آن «سندرم آگزیلاری وب» می‌گویند.
افراد مبتلا به این بیماری اغلب از شروع ناگهانی یک درد سطحی، همراه با تورم و قرمزی احتمالی موضعی در بخش محدودی از دیواره قدامی قفسه سینه یا پستان شکایت دارند. معمولاً یک توده هم وجود دارد که ممکن است تا حدودی خطی و دردناک باشد. به دلیل اینکه وجود توده ممکن است به دلیل دیگری باشد، بیشتر بیماران برای ماموگرافی یا سونوگرافی ارجاع داده می‌شوند.
بیماری موندور، خودمحدودشونده و عموماً خوش‌خیم است. علت بروز آن در غالب موارد قابل شناسایی نیست، اما دلایلی که تا کنون برایش یافت شده، شامل ضربه، جراحی قبلی یا التهاب (مانند عفونت) بوده‌است. مواردی از بیماری با سرطان مرتبط بوده‌است. درمان بیماری موندور با کمپرس گرم و مسکن‌هایی همچون داروهای ضدالتهاب غیراستروئیدی ایبوپروفن انجام می‌شود. هنگامی که ترومبوفلبیت، سیاهرگ‌های بزرگتر را تحت تأثیر قرار می‌دهد، ممکن است به سیستم سیاهرگ‌ی عمقی پیشرفت کند و منجر به آمبولی ریه شود.
این بیماری به افتخار یک جراح فرانسوی ساکن پاریس به نام آنری موندور (۱۹۶۲–۱۸۸۵) نامگذاری شده‌است که نخستین بار آن را در سال ۱۹۳۹ توصیف کرد.